# 金黃耀眼
〈金黃耀眼〉是英國歌手哈利·斯泰爾斯的單曲，由哥伦比亚唱片於2020年10月23日以當代熱門廣播形式發行，收錄在斯泰爾斯第二張錄音室專輯《搖滾界線》。由哈利·斯泰爾斯、米奇·羅蘭德、湯瑪斯·赫爾及泰勒·強森共同創作。